# Text & Talk
Text & Talk: An Interdisciplinary Journal of Language, Discourse & Communication Studies es una revista académica editada por Mouton de Gruyter. Desde 1981 y hasta 1995, la revista salió a la luz bajo el nombre de Text (ISSN 0165-4888). Su editor actual es el profesor Srikant Sarangi.